# Artur Görlitzer

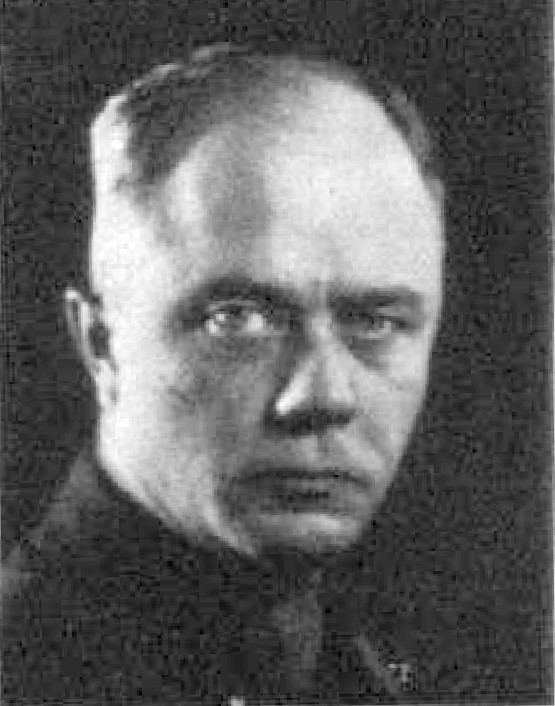
Artur Görlitzer

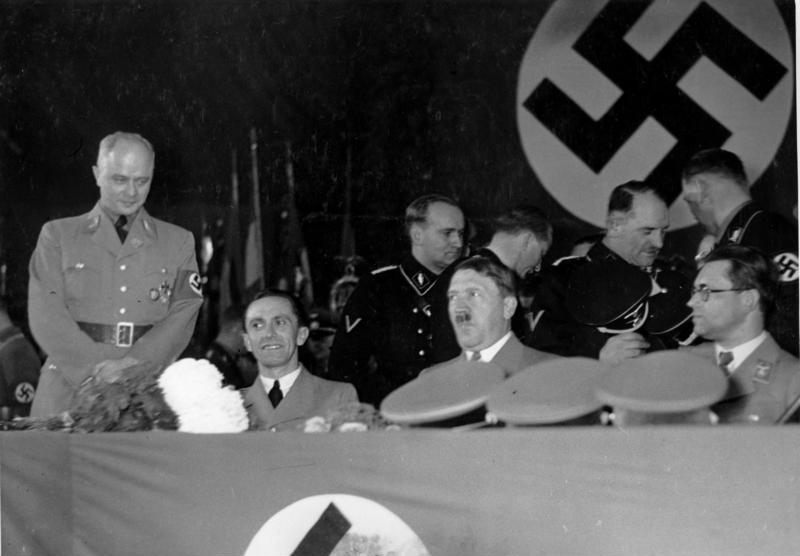
Im Vordergrund, von links nach rechts: Artur Görlitzer (stehend), Joseph Goebbels, Adolf Hitler und Philipp Bouhler (1936)

Artur Görlitzer (* 22. Juni 1893 in Frankfurt (Oder); † 25. April 1945 in Berlin) war als Politiker der NSDAP Mitglied des Reichstags und von 1933 bis 1945 stellvertretender Gauleiter von Berlin.

## Leben

### Herkunft und Berufstätigkeit
Artur Görlitzers Vater war Eisenbahnbeamter. Zwischen 1899 und 1910 besuchte er zunächst die Seminarschule in Neuzelle, dann eine Gemeinde- und eine Realschule in Berlin. Bis 1914 arbeitete er als Beamtenanwärter und Gemeindebeamter im damals noch selbstständigen Lankwitz. Bei Ausbruch des Ersten Weltkrieges meldete er sich als Kriegsfreiwilliger. Im Kriegsverlauf dreimal verwundet, erhielt er das Eiserne Kreuz I. und II. Klasse. Im Januar 1917 zum Leutnant der Reserve befördert, geriet er im Mai desselben Jahres in französische Kriegsgefangenschaft. Dort holte er Ende 1919 das Kriegsabitur nach, ehe er 1920 nach Deutschland zurückkehrte. Im Zivilleben setzte Görlitzer seine Karriere als Beamter fort: Zunächst wieder in Lankwitz beschäftigt, wechselte er 1921 nach der Eingemeindung von Lankwitz zur Berliner Stadtverwaltung. Ab September 1922 Beamter der Reichsfinanzverwaltung, arbeitete er zuerst beim Finanzamt Steglitz, dann beim Landesfinanzamt Berlin, zuletzt als Obersteuersekretär und Obmann des Beamtenausschusses des Finanzamtes Berlin-Friedrichstadt.

### Mitglied der NSDAP
Artur Görlitzer trat zum 1. Juli 1928 in die NSDAP ein (Mitgliedsnummer 92.505). Nach eigenen Angaben führten ihn „Erlebnisse in der französischen Gefangenschaft“ zu seiner „Forderung, daß, zum Ausgleich der entsprechenden Einstellung der Franzosen und Engländer, jeder Deutsche radikal national gesinnt sein müsse.“ Bei der Lektüre der antisemitischen Schriften Theodor Fritschs habe er die Erkenntnis gewonnen, „daß die Lösung des Judenproblems die entscheidende Lebensfrage des deutschen Volkes“ sei.
In der NSDAP übernahm er zwischen 1928 und 1933 immer höhere Funktionen: Anfänglich Zellenobmann, stieg er zum Ortsgruppenschriftwart und Ortsgruppenleiter auf, um schließlich Bezirksleiter zu werden. Wegen seiner politischen Tätigkeit wurde er 1930 seines Amtes in der Reichsfinanzverwaltung enthoben; ein im November 1931 eingeleitetes Dienststrafverfahren wurde im August 1932 eingestellt. Vom 24. April 1932 bis zum 14. Oktober 1933 war er preußischer Landtagsabgeordneter.

### Mitglied des Reichstags und stellvertretender Gauleiter
Nach der Machtergreifung der Nationalsozialisten wurde Görlitzer am 13. März 1933 stellvertretender Gauleiter im Gau Berlin. Gauleiter war Joseph Goebbels, der sich jedoch wegen zahlreicher anderer Ämter als Gauleiter auf repräsentative Aufgaben und letzte Entscheidungen, insbesondere in Personalfragen, beschränkte. Am 11. Juli 1933 wurde Görlitzer zum Preußischen Staatsrat ernannt, ab 12. November 1933 war er zudem Mitglied des in der Zeit des Nationalsozialismus bedeutungslosen Reichstags. In der SA wurde Görlitzer am 9. November 1938 zum SA-Gruppenführer befördert.
Am 20. Juli 1934 wurde Artur Görlitzer Ratsherr in Berlin, ab 1941 war er Vorstand und Betriebsführer der dortigen Deutschlandhalle AG und Aufsichtsratsmitglied der reichseigenen Deutsche Revisions- und Treuhand AG. Ab Anfang 1944 wechselte Görlitzer als Mitarbeiter ins Ostministerium unter Reichsminister Alfred Rosenberg. In dieser Funktion war er im Frühjahr 1944 kurzzeitig Generalkommissar des Generalbezirks Shitomir im Reichskommissariat Ukraine. Dieses Amt hatte jedoch keine praktische Bedeutung, da das Gebiet bereits von der Roten Armee zurückerobert worden war.
Als Artur Görlitzer gemeinsam mit seiner Frau Paula am 25. April 1945 in Berlin Suizid verübte, war die Stadt bereits von der Roten Armee eingeschlossen. Ihr Sohn Bruno war Anfang 1943 bei Stalingrad gefallen. Ihre Tochter Anita wanderte nach dem Krieg in die USA aus.

## Werk
- Artur Görlitzer (Hrsg.): Gesamtadressenwerk der NSDAP, Band 1: Gau Groß-Berlin, Verlag Die Deutsche Tat, Berlin 1934